# Плишкова, Анна
Анна Плишкова (27 июня 1964, Снина, Чехословакия) — современная словацкая лингвистка карпато-русинского происхождения, директор Института русинского языка и культуры при Пряшевском университете (основанного в 2008 г.), педагог и журналистка. Автор многочисленных научно-педагогических публикаций, грамматических справочников и учебников русинского языка (или, с точки зрения украинистики — карпато-русинского диалекта украинского языка).
Одна из самых активных участниц движения за кодификацию пряшевско-русинского языкового стандарта, в этом качестве активно участвовала в деятельности Конгресса русинского языка.

## Биография
Училась в начальной школе (до 5 класса) в с. Пыхни, откуда была родом её семья, затем в Снине.
В 1982 г. поступила, а в 1987 г. окончила философский факультет Университета Павла Йозефа Шафарика в Пряшеве по специальности «Преподавание украинского языка и литературы и словацкого языка и литературы». В 1987—1991 гг. была редактором украиноязычной газеты «Нове життя», в 1991—1998 гг. была редактором русинскоязычных изданий — журнала «Русин» и газеты «Народны новинкы». В то же время как соредактор участвовала в работе над «Орфографическим словарём русинского языка» (1994).
С 1999 является университетской преподавательницей русинского языка в Пряшевском университете. 2006 г. окончила экстернат в Институте славистики Яна Станислава Словацкой академии наук в Братиславе и под руководством словацкого лингвиста д-ра Яна Дорули защитила докторскую диссертацию на тему «Списовный язык карпатьскых Русинів: проблемы становлїня, кодіфікації, акцептації і сфер функціонованя» («Литературный язык карпатских русинов: проблемы становления, кодификации, восприятия и сфер функционирования»).
С 2008 г. — директор Института русинского языка и культуры при Пряшевском университете. В 2010 г. хабилитировалась в Братиславе на философском факультете Университета Яна Амоса Коменского и получила звание «доцент» на кафедре славянских языков и литературы со специализацией «русинский язык». С 2010 г. — куратор бакалавриата и магистратуры по программе «Русинский язык и литература», а с 2014 г. — согарант докторской программы «Славистика — русинский язык и литература».
Анна Плишкова является автором многих научно-педагогических публикаций; 4 монографии, автором и соавтором (вместе с коллегой и ментором Василием Ябуром, позднее также с Кветославой Копоровой) 5 учебников для высших учебных заведений и 8 для средней школы, а также более 100 исследовательских публикаций как в Словакии, так и в других странах.
За труды в сфере русинистики была отмечена следующими наградами:
- Премия св. Кирилла и Мефодия за развитие русинского языка,
- Премия Антония Часики за развитие русинского языка и литературы,
- Отличие ректора Пряшевского университета
- Бронзовая медаль Пряшевского университета за выдающийся вклад в науку и образования.

За свой научный вклад в сфере русинистики была включена в издание 2008 энциклопедии «Who is Who v Slovenskej republike». .

## Избранные публикации
монографии

1. Rusínsky jazyk na Slovensku — náčrt vývoja a súčasné problémy. Prešov: Metodicko-pedagogické centrum, 2007. 116 s.
2. Русиньскый язык на Словеньску. Пряшів: Світовый конґрес Русинів, 2008. 204 s.
3. Language and National Identity: Rusyns South of Carpathians. East European Monographs. New York: Columbia University Press, 2009. 230 s.
4. Плїшкова, А. — Копорова, К. — Ябур, В: Русиньскый язык: Комплексный опис языковой сістемы в контекстї кодіфікації. Prešov: Vydavateľstvo Prešovskej univerzity, 2019. 476 s.

Научные статьи

1. Ябур, Василь — Плїшкова, А.: Літературный язык. Пряшівска Русь. In: Najnowsze dzieje języków słowiańskich. Русиньскый язык. Redaktor naukowy P. R. Magocsi. Opole: Uniwersytet Opolski — Instytut Filologiji Polskiej, 2004, с. 145—209; 2007, с. 147—209,
2. Соціолінґвістічный аспект. Пряшівска Русь. In: Najnowsze dzieje języków słowiańskich. Русиньскый язык. Redaktor naukowy P. R. Magocsi. Opole: Uniwersytet Opolski — Instytut Filologiji Polskiej, 2004, с. 319—345; 2007, с. 331—348.
3. Practical Spheres of the Rusyn Language in Slovakia. In: Studia Slavica Hungarica, 53, 1, Budapest: Akadémia Kiadó, 2008, с. 95-115.
4. К функціонованю русиньского языка у выховно-освітній сістемі Словеньской републікы In: Studia Russica, XXIII, Budapest: Univerzita L. Etvesa, 2009, с. 81-94.
5. Современное состояние русинского литературного языка в Словакии. In: Studia Slavica Hungarica, 55, 1, Budapest: Akadémiai Kiadó, 2010, с. 1-23.
6. Русиньскый язык на Словеньску 1995—2010 : Тенденції зближованя варіантів. In: Річник Руской Бурсы / Rocznik Ruskiej Bursy 2011. Gorlice: Stowarzyszenie «Ruska Bursa» v Gorlicach, VII, 2011, с. 105—114.
7. Rusínsky jazyk na Slovensku v «treťom» národnom obrodení. In: Tamaš, J., ed.: Величина малих jезичких, књижевних, културних и историjских традицициjах. Зборник радова. Нови Сад: Филозофски факултет — Одсек за русинистику, 2012, с. 339—358.
8. Materinský jazyk Rusínov na začiatku 21. storočia. In: Społeczeństwo-Kultura-Wartości. Studium społeczne. Polsko-Słowacka seria wydawnicza. Nr 4., r. III. Jarosław-Prešov: Wydawnictwo Państwowej Wyźszej Szkoly Techniczno-Ekonomicznej im. Ks. Bronisława Markiewicza w Jarosławiu, 2013, с. 65-84.

Учебники

1. Ябур, В. — Плїшкова, A.: Русиньскый язык про 1. класу середніх школ із навчанём русиньского языка. Пряшів: Русиньска оброда, 2002. 104 с.
2. Ябур, В. — Плїшкова, A.: Русиньскый язык про 2. класу середніх школ із навчанём русиньского языка. Пряшів: Русиньска оброда, 2003. 120 с.
3. 16. Ябур, В. — Плїшкова, A.: Русиньскый язык про 3. класу середніх школ із навчанём русиньского языка. Пряшів: Русин і Народны новинкы, 2004. 64 с.
4. Ябур, В. — Плїшкова, A.: Русиньскый язык про 4. класу середніх школ із навчанём русиньского языка. Пряшів: Русин і Народны новинкы, 2005. 96 с.
5. Ябур, В. — Плїшкова, A.: Русиньскый язык про 1.- 4. класы середнїх школ із навчанём русиньского языка. Пряшів: Русин і Народны новинкы, 2007. 288 c.
6. Ябур, В. — Плїшкова, A.: Русиньскый язык у зеркалї новых правил про основны і середнї школы з навчанём русиньского языка. Пряшів: Русин і Народны новинкы, 2005. 128 с.
7. Ябур, В. — Плїшкова, A. — Копорова, K.: Русиньска лексіка на основі змін у правилах русиньского языка (Правописный і ґраматічный словник). Пряшів: Русин і Народны новинкы, 2007. 348 c.
8. Копорова, К. — Плїшкова, А. — Едді, Е.: Hovoríte po rusínsky? Бісїдуєте по русиньскы? Do you speak Rusyn? Пряшів, 2016.
9. Плїшкова, А. — Копорова, К.: Русиньскый язык про чуджінцїв/Rusínsky jazyk pre cudzincov/Rusyn Language for Foreigners. Высокошкольскый учебник. Пряшівска універзіта в ПряшовіІнштітут русиньского языка і културы, 2015.

## Ссылка
- Персональный сайт и перечень публикаций на сайте Academia.edu